# Lwiwka (obwód czerkaski)
Lwiwka (ukr. Львівка) – wieś na Ukrainie, w obwodzie czerkaskim, w rejonie złotonoskim, w hromadzie Nowa Dmytriwka. W 2001 liczyła 290 mieszkańców, spośród których 288 wskazało jako ojczysty język ukraiński, a 2 rosyjski.